# Myotis
|  | Per a altres significats, vegeu «Myotis (subgènere)». |

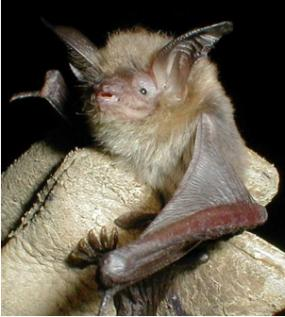
Myotis auriculus

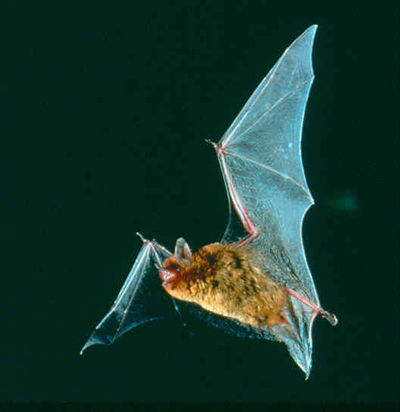
Myotis austroriparius

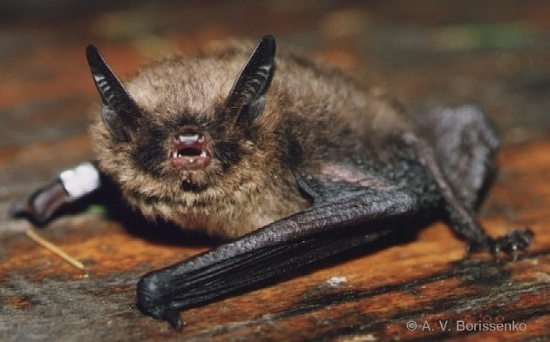
Myotis brandtii

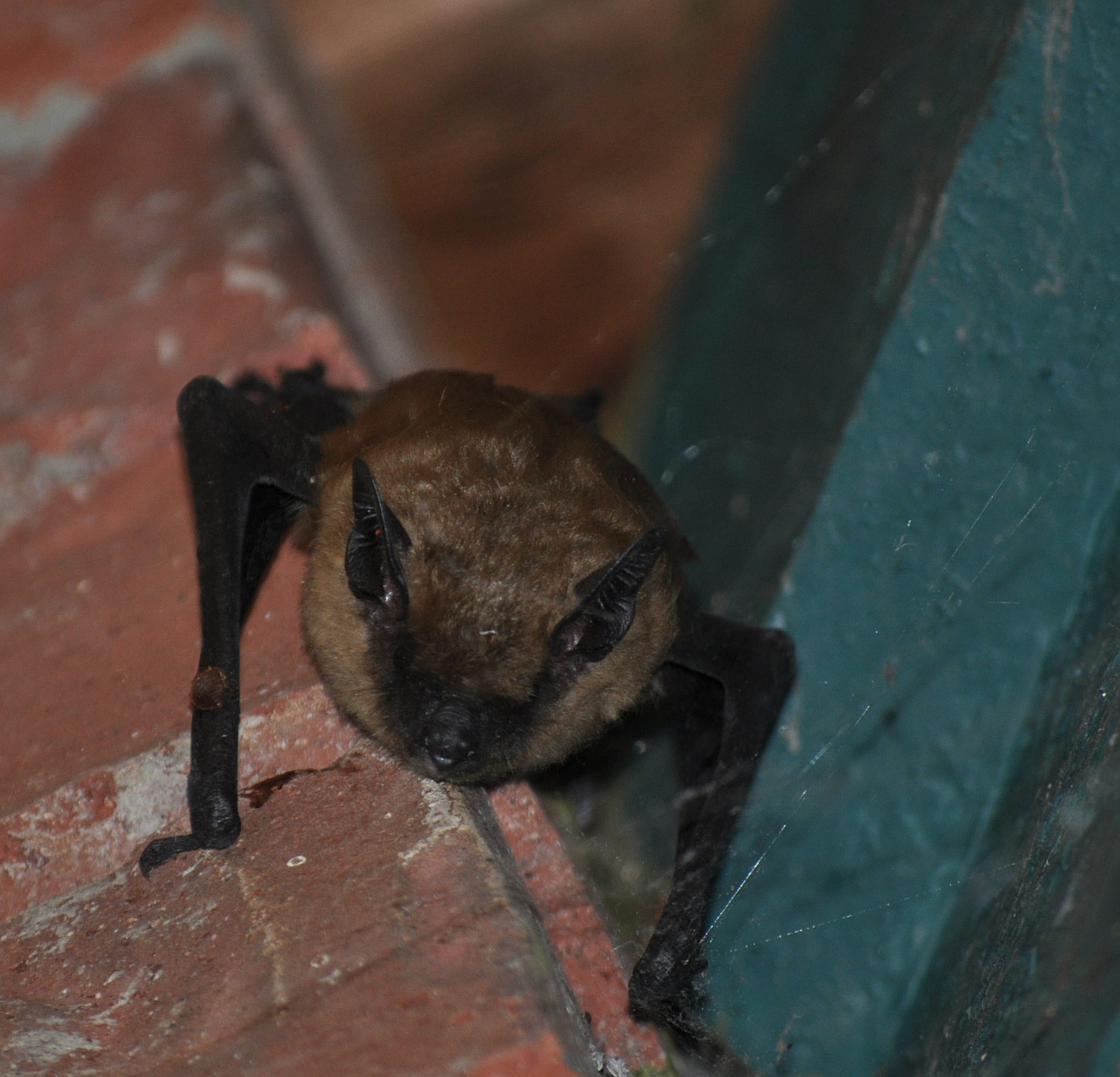
Myotis californicus

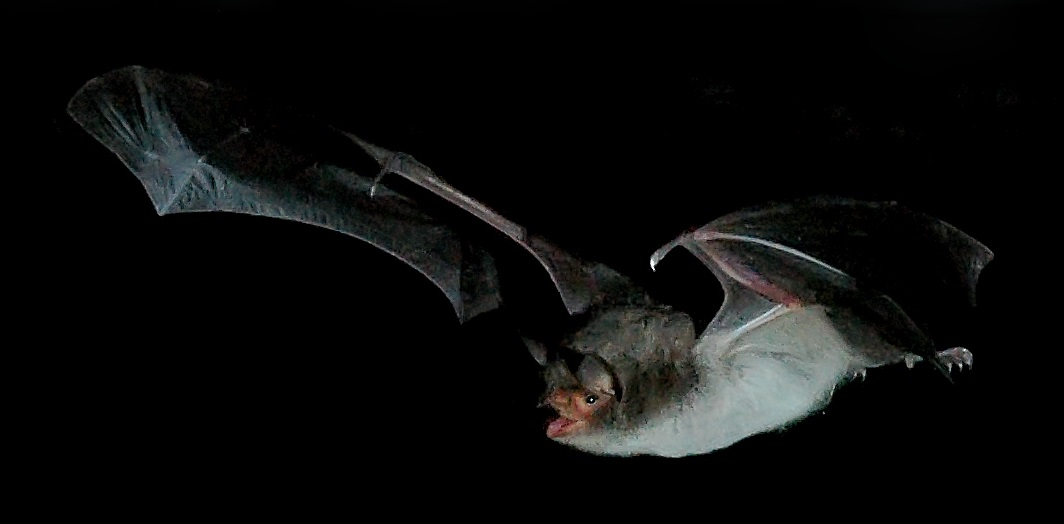
Myotis capaccinii

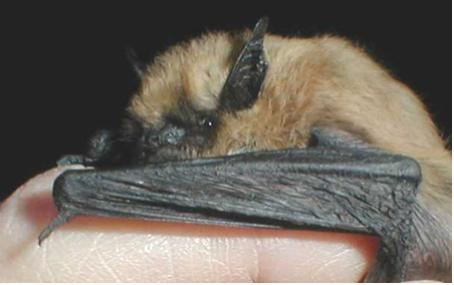
Myotis ciliolabrum

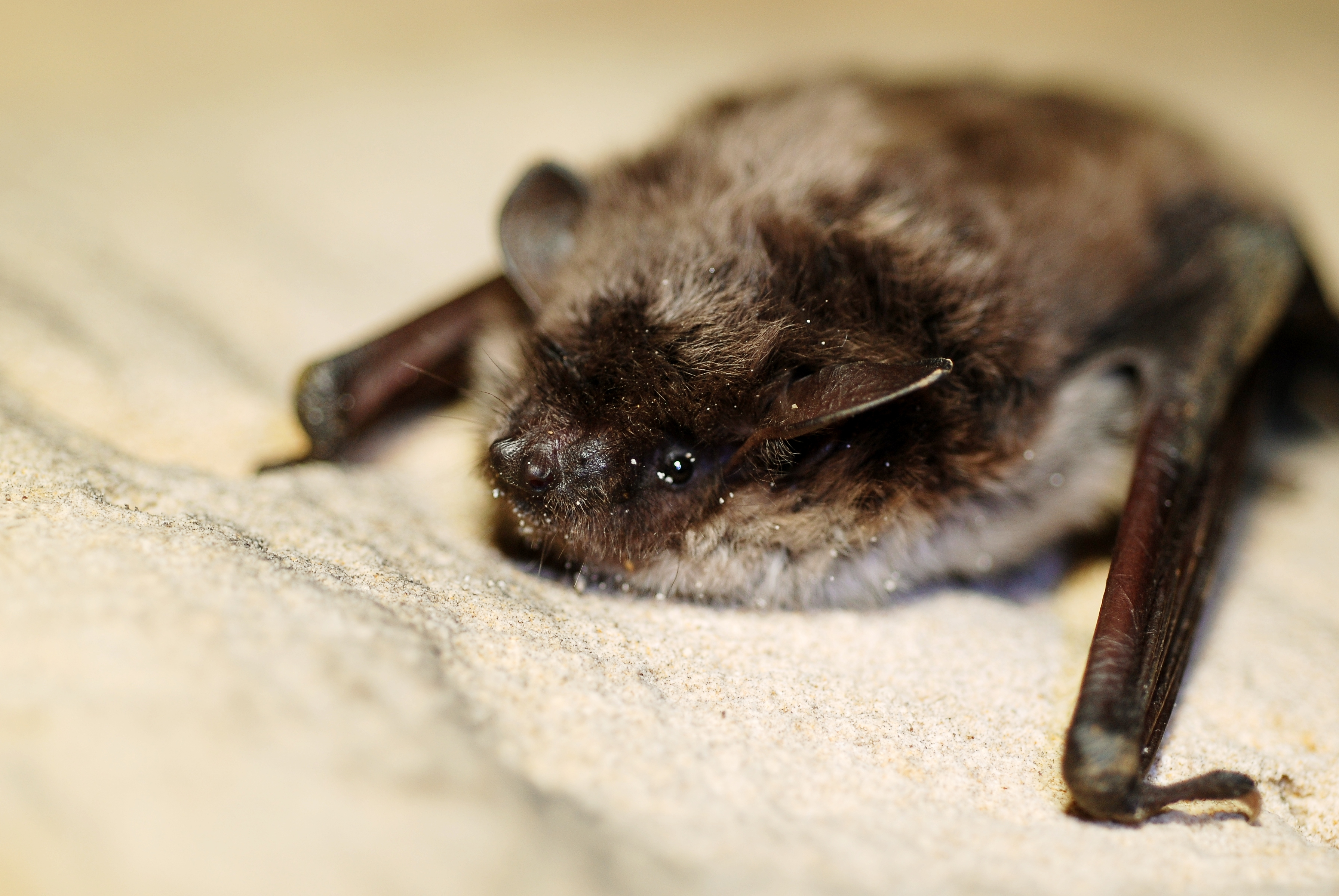
Myotis dasycneme

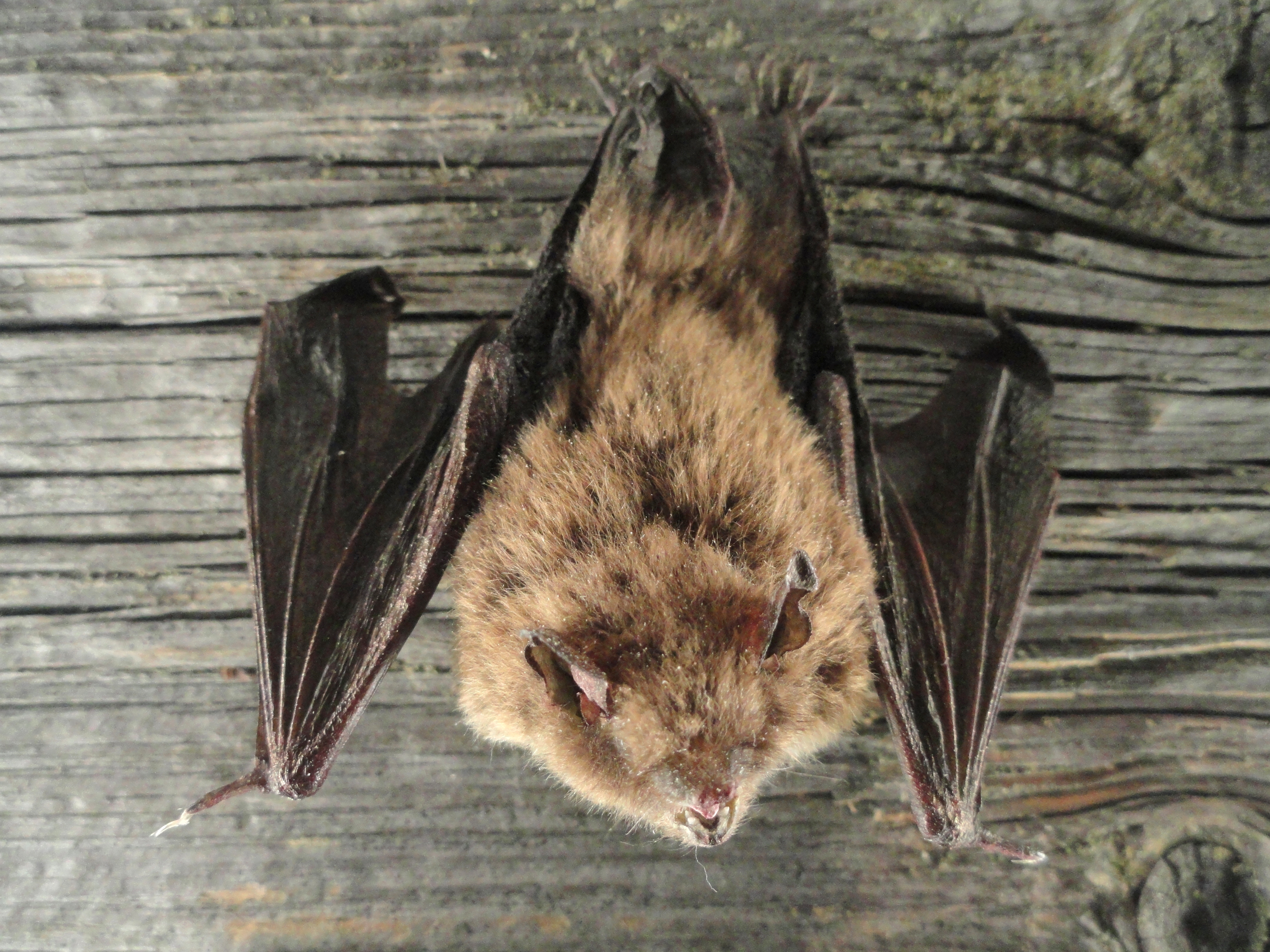
Myotis daubentonii

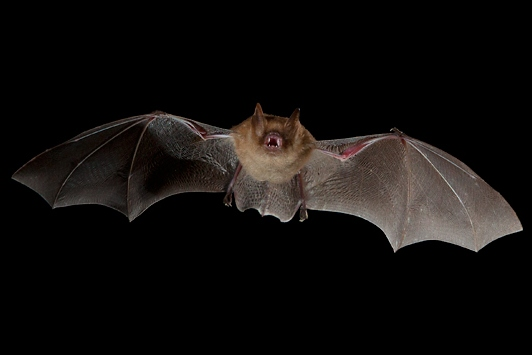
Myotis emarginatus

Myotis és un gènere de ratpenats de la família dels vespertiliònids.

## Taxonomia
N'hi ha més de cent espècies vivents reconegudes, algunes recentment, que són les següents:
- - Ratpenat de Hayes (M. hayesi)
- Subgènere Chrysopteron
  - M. flavus
  - M. formosus
  - Ratpenat de Herman (M. hermani)
  - M. nimbaensis
  - M. rufopictus
  - Ratpenat de Welwitsch (M. welwitschii)
- Subgènere Isotus
  - Ratpenat de Hanak (Myotis bombinus)
  - Ratpenat críptic (Myotis crypticus)
  - Ratpenat de doble serrell (Myotis escalerai)
  - Ratpenat de Natterer (Myotis nattereri)
  - M. nustrale
  - Ratpenat de Schaub (Myotis schaubi)
  - Ratpenat zeneta (Myotis zenatius)
- Subgènere Leuconoe
  - Ratpenat de les illes Salomó (Myotis adversus)
  - Ratpenat de la Patagònia (Myotis aelleni)
  - Ratpenat blanquinós (Myotis albescens)
  - Myotis annamiticus
  - Ratpenat del sud-est dels Estats Units (Myotis austroriparius)
  - Ratpenat de Bocage (Myotis bocagii)
  - Ratpenat de peus grossos (Myotis capaccinii)
  - Ratpenat de Chiloé (Myotis chiloensis)
  - Ratpenat de Guatemala (Myotis cobanensis)
  - Myotis csorbai
  - Myotis dasycneme
  - Ratpenat d'aigua (Myotis daubentonii)
  - M. dinellii
  - Ratpenat de Fujian (Myotis fimbriatus)
  - Ratpenat canyella (Myotis fortidens)
  - Ratpenat gris (Myotis grisescens)
  - Myotis handleyi
  - Ratpenat de Hasselt (Myotis hasseltii)
  - Ratpenat de Deignan (Myotis horsfieldii)
  - Myotis laniger (Peters, 1871)
  - Ratpenat de Levis (Myotis levis) (I. Geoffroy, 1824)
  - Ratpenat de Caixmir (Myotis longipes) (Dobson, 1873)
  - Ratpenat bru americà (Myotis lucifugus) (Le Conte, 1831)
  - Ratpenat de dits grossos (Myotis macrodactylus) (Temminck, 1840)
  - Myotis macropus (Gould, 1855)
  - Ratpenat pàl·lid (Myotis macrotarsus) (Waterhouse, 1845)
  - Myotis midastactus
  - Myotis moluccarum (Thomas, 1915)
  - Ratpenat de Birmània (Myotis montivagus) (Dobson, 1874)
  - Myotis occultus (Hollister, 1909)
  - Myotis oxyotus (Peters, 1867)
  - Ratpenat de la Baixa Califòrnia (Myotis peninsularis) (Miller, 1898)
  - Myotis petax (Hollister, 1912)
  - Ratpenat del Japó (Myotis pruinosus) (Yoshiyuki, 1971)
  - Ratpenat de Rickett (Myotis ricketti) (Thomas, 1894)
  - Ratpenat ripari (Myotis riparius) (Handley, 1960)
  - Ratpenat vermell (Myotis ruber) (E. Geoffroy, 1806)
  - Ratpenat de Thomas (Myotis simus) (Thomas, 1901)
  - Ratpenat de les illes Kei (Myotis stalkeri) (Thomas, 1910)
  - Rater de les cavernes (M. velifer) (J. A. Allen, 1890)
  - Myotis volans (H. Allen, 1866)
  - Ratpenat de Yuma (Myotis yumanensis) (H. Allen, 1864)
- Subgènere Myotis
  - Ratpenat de Blood (Myotis altarium) (Thomas, 1911)
  - Myotis anjouanensis (Dorst, 1960)
  - Ratpenat d'orelles llargues d'Arizona (Myotis auriculus)
  - Ratpenat de Bechstein (Myotis bechsteini) (Kuhl, 1817)
  - Ratpenat de musell agut (Myotis blythii) (Tomes, 1857)
  - Ratpenat de la Xina (Myotis chinensis) (Tomes, 1857)
  - Myotis dieteri (Happold, 2005)
  - M. diminutus
  - Ratpenat d'orelles dentades (Myotis emarginatus) (E. Geoffroy, 1806)
  - Ratpenat d'orelles llargues mexicà (Myotis evotis) (H. Allen, 1864)
  - Ratpenat de Goudot (Myotis goudoti) (A. Smith, 1834)
  - Myotis keenii (Merriam, 1895)
  - Ratpenat de Morris (Myotis morrisi) (Hill, 1971)
  - Ratpenat de musell llarg (Myotis myotis) (Borkhausen, 1797)
  - Ratpenat de Shantung (Myotis pequinius) (Thomas, 1908)
  - Myotis punicus
  - Myotis septentrionalis
  - Ratpenat sicari (Myotis sicarius)
  - Ratpenat orlat (Myotis thysanodes)
  - Myotis tricolor
- Subgènere Pizonyx
  - M. moratellii
  - Ratpenat de Barbados (M. nyctor)
  - M. vivesi
- Subgènere Selysius
  - Ratpenat de bigotis petit (Myotis alcathoe)
  - M. annatessae
  - Ratpenat de cara peluda (Myotis annectans)
  - Ratpenat d'Armién (M. armiensis)
  - Myotis atacamensis
  - Ratpenat negre de la Sonda (Myotis ater)
  - M. attenboroughi
  - Myotis aurascens
  - Ratpenat de Nova Gal·les del Sud (Myotis australis) (Dobson, 1878)
  - M. badius
  - M. bakeri
  - Ratpenat de Brandt (Myotis brandtii) (Eversmann, 1845)
  - Myotis bucharensis (Kuziakin, 1950)
  - Ratpenat de Califòrnia (Myotis californicus) (Audubon i Bachman, 1842)
  - M. caucensis
  - Ratpenat de peus petits occidental (Myotis ciliolabrum) (Merriam, 1886)
  - M. clydejonesi
  - Myotis davidii (Peters, 1869)
  - Rater de Dominica (Myotis dominicensis) (Miller, 1902)
  - Ratpenat elegant (Myotis elegans) (Hall, 1962)
  - Ratpenat de Findley (Myotis findleyi)
  - Ratpenat frare (M. frater)
  - Myotis gomantongensis
  - Myotis hajastanicus
  - Rater de l'Himàlaia occidental (M. himalaicus)
  - Ratpenat de Hosono
  - Ratpenat d'Ikónnikov
  - Rater de Samoa (M. insularum)
  - M. izecksohni
  - Ratpenat de Keays (Myotis keaysi)
  - M. lavali
  - Ratpenat de peus petits oriental (Myotis leibii)
  - Ratpenat de Schwartz (Myotis martiniquensis)
  - Myotis melanorhinus
  - Ratpenat murícola (M. muricola)
  - Ratpenat de bigotis (Myotis mystacinus)
  - M. pilosatibialis
  - Ratpenat de Bonaire (Myotis nesopolus)
  - Ratpenat negre (Myotis nigricans)
  - M. nipalensis
  - M. ozensis
  - Myotis phanluongi
  - Ratpenat de cap pla (Myotis planiceps) (Baker, 1955)
  - Ratpenat de Ridley (Myotis ridleyi) (Thomas, 1898)
  - Ratpenat de Rosset (Myotis rosseti) (Oey, 1951)
  - Ratpenat de Scott (Myotis scotti) (Thomas, 1927)
  - M. secundus
  - Rater de l'Himàlaia (M. siligorensis)
  - Ratpenat d'Indiana (Myotis sodalis)
  - M. soror
  - Myotis yanbarensis
  - Myotis yesoensis

### Espècies extintes
- M. bavaricus
- M. gerhardstorchi
- M. reductus